# Dulichiopsis abyssi
Dulichiopsis abyssi är en kräftdjursart som först beskrevs av Knud Hensch Stephensen 1944.  Dulichiopsis abyssi ingår i släktet Dulichiopsis och familjen Podoceridae. Inga underarter finns listade i Catalogue of Life.